# Jayavarman II
Jayavarman II (llengua khmer: ជ័យវរ្ម័នទី២; c. 770-850) (va regnar c. 802-850) va ser un príncep khmer que es va convertir en el rei de Khmer (antiga Cambodja) després de la seva unificació. Se li atribueix la fundació de l'imperi de Kamboja, que sovint es coneix com l'Imperi Khmer. L'imperi Khmer va ser la civilització dominant al sud-est asiàtic continental des del segle IX fins a mitjans del segle XV. Va ser un poderós rei khmer que va declarar la independència d'un lloc que les inscripcions anomenen "Java". Antigament, els historiadors van datar el seu regnat des del 802 al 835 dC. Jayavarman II va fundar moltes capitals com Mahendraparvata, Indrapura (Khmer), Amarendrapura i Hariharalaya. Abans que Jayavarman II arribés al poder, hi va haver moltes lluites entre els senyors locals que van governar diferents parts de Cambodja. El país no estava unificat sota un sol governant. No s'han trobat inscripcions de Jayavarman II. Els posteriors reis de l'Imperi Khmer el van descriure com un guerrer i el rei més poderós d'aquell període que recordaven.

## Monarca universal
Jayavarman II és àmpliament considerat com el rei que va establir les bases del període Angkor en la història de Cambodja, començant amb el grandiós ritual de consagració realitzat per Jayavarman II (regne 790-835) l'any 802 al mont sagrat Mahendraparvata, ara conegut com Phnom Kulen, per celebrar la independència de Kambuja del domini javanès (presumiblement els "chams veïns", o chvea). En aquella cerimònia, el príncep Jayavarman II va ser proclamat monarca universal (Kamraten jagad ta Raja en cambodjà) o Rei Déu (Deva Raja en sànscrit).:58–59Segons algunes fonts, Jayavarman II havia residit durant algun temps a Java durant el regnat dels Sailendras, o "Els Senyors de les Muntanyes", per això el concepte de Devaraja o Rei Déu s'importava ostensiblement de Java. Aleshores, Sailendras suposadament governava sobre Java, Sumatra, la península de Malasia i parts de Cambodja. Una inscripció del temple Sdok Kak Thom explica que a Mahendraparvata, Jayavarman II va participar en un ritual del braman Hiranyadama i el seu gran sacerdot, el Senyor Sivakaivalya, conegut com a devaraja (llengua khmer: ទេវរាជា) que el va situar com a chakravartin, Senyor de l'Univers.:99–101
La fundació d'Hariharalaya prop de l'actual Roluos va ser el primer assentament en el que més tard es convertiria en l'imperi d'Angkor.:98Malgrat aquest paper clau en la història khmer, pocs fets ferms sobreviuen sobre Jayavarman. No s'han trobat inscripcions escrites per ell, però s'esmenta en nombroses altres, algunes d'elles escrites molt després de la seva mort. Sembla que era de naixement aristocràtic, començant la seva carrera de conquesta al sud-est de l'actual Cambodja. Potser era conegut com Jayavarman Ibis en aquell moment. "Per a la prosperitat de la gent d'aquesta raça reial perfectament pura, un gran lotus que ja no té tija, va aixecar com una flor nova", declara una inscripció. Diversos altres detalls es relaten a les inscripcions: es va casar amb una dona anomenada Hyang Amrita; i va dedicar una fundació a Lobok Srot, al sud-est.:54–56
En resum, el registre suggereix que Jayavarman i els seus seguidors es van traslladar al llarg d'alguns anys del sud-est de Cambodja al nord-oest, sotmetent diversos principats al llarg del camí. L'historiador Claude Jacques escriu que primer es va apoderar de la ciutat de Vyadhapura al sud-est, després va empènyer el riu Mekong amunt per prendre Sambhupura. Més tard es va instal·lar en una altra ciutat-estat, ara coneguda com Banteay Prey Nokor,:54prop de l'actual Kompong Cham. Jacques creu que des d'allà va continuar cap a Wat Pu, seu d'una ciutat-estat a l'actual sud de Laos, després es va traslladar al llarg de les Muntanyes de Dângrêk per arribar a la regió d'Angkor. Més tard va pressionar els líders locals khmers situats a l'oest, però van lluitar i el van impulsar a buscar refugi al cim de l'actual Phnom Kulen, a uns 50 quilòmetres a l'est d'Angkor, on el braman va declarar l'estat independent. Jacques suggereix que aquest pas podria haver estat destinat a afirmar l'autoritat de Jayavarman davant d'una forta resistència.
Un cop establert a la regió d'Angkor, sembla que va regnar no només a Hariharalaya, situat al nord del llac Tonlé Sap, sinó també en un lloc que les inscripcions anomenen Amarendrapura.:99 No s'ha identificat positivament, tot i que alguns historiadors creuen que és un assentament ara perdut a l'extrem occidental de Baray Occidental, l'embassament sagrat de vuit quilòmetres de llarg que es va construir uns dos segles després de la seva mort. Cap temple únic està associat positivament amb Jayavarman, però alguns historiadors suggereixen que podria haver construït Ak Yum, una piràmide esglaonada de maó, ara en gran part en ruïnes, a l'extrem sud del Baray occidental. El temple va ser un precursor de la forma arquitectònica del temple de muntanya dels reis khmers posteriors.:57

## Sdok Kak Thom
La inscripció més valuosa sobre Jayavarman II és la datada l'any 1052 dC, dos segles després de la seva mort, i trobada al temple Sdok Kak Thom de l'actual Tailàndia.:97:353–354 "Quan Sa Majestat Paramesvara va venir de Java per regnar a la ciutat reial d'Indrapura,... Sivakaivalya, el purohit de la família, servia com a guru i ocupava el càrrec de capellà reial de Sa Majestat", afirma la inscripció, utilitzant el nom pòstum del rei. En un passatge posterior, el text diu que un braman anomenat Hiranyadama, "expert en el saber del poder màgic, va venir de Janapada en resposta a que Sa Majestat l'havia convidat a realitzar un ritu sublim que alliberaria Kambujadesa [el regne] de ser per més temps subjecte a Java". El text també relata la creació del culte al devaraja, la cerimònia religiosa clau a la cort de Jayavarman i posteriors pobles khmers.

## Interpretacions a "Java"
La paraula de la inscripció que sovint s'ha traduït com "Java" ha provocat un debat sense fi. Alguns dels primers estudiosos, com George Cœdès i Lawrence Palmer Briggs, han establert la noció que es refereix a l'illa de Java a l'actual Indonèsia. Les històries mítiques de les batalles entre els khmers i els javanesos corresponen, segons la seva opinió, als Sailendras que van governar tant Java com Srivijaya de l'illa de Sumatra.
Estudiosos posteriors com Charles Higham dubten que la paraula es refereixi a l'illa. Michael Vickery ha reinterpretat que la paraula es refereix a "els Chams", els veïns dels khmers a l'est., als que anomenaven chvea.:56
Altres estudiosos com Takashi Suzuki suggereixen que "Java" es troba a la península de Malàisia, o particularment Kedah que ha estat el centre del regne de Srivijaya sota Sailendra.

## Valoració històrica
De manera més àmplia, continua el debat sobre si el govern de Jayavarman II va representar realment un punt d'inflexió fonamental en la història del Khmer, la creació d'un estat unificat independent a partir de petits principats feudals, o, en canvi, va formar part d'un llarg procés cap a aquest fi. Certament, les inscripcions indiquen que els reis khmer posteriors el van tractar com el primer august en la seva línia i font de la seva pròpia legitimitat. Però la civilització hindú ja feia segles que existia a la regió; el fet que Jayavarman fos el segon monarca a portar aquest nom és un senyal que ja hi havia una llarga línia de reis d'estats significatius a la regió.

## Nom pòstum
Jayavarman II va morir l'any 850 dC:59i va rebre el nom pòstum de Parameshwara,:103"el governant suprem", un epítet de Xiva. Després d'ell, el tron el van ocupar el seu fill Jayavarman III i dos reis més de la família amb la qual s'havia casat. Va ser homenatjat formalment juntament amb aquests dos reis i les seves esposes al temple Preah Ko de Roulous, construït pel rei Indravarman I i inaugurat l'any 880 dC.